# Lee's Summit
Lee's Summit és una població dels Estats Units a l'estat de Missouri. Segons el cens del 2008 tenia 84.208 habitants.

## Demografia
Segons el cens del 2000, Lee's Summit tenia 70.700 habitants, 26.417 habitatges, i 19.495 famílies. La densitat de població era de 458,7 habitants per km².
Dels 26.417 habitatges en un 40,8% hi vivien nens de menys de 18 anys, en un 62,1% hi vivien parelles casades, en un 8,9% dones solteres, i en un 26,2% no eren unitats familiars. En el 22% dels habitatges hi vivien persones soles el 9,2% de les quals corresponia a persones de 65 anys o més que vivien soles. El nombre mitjà de persones vivint en cada habitatge era de 2,65 i el nombre mitjà de persones que vivien en cada família era de 3,12.
Per edats la població es repartia de la següent manera: un 29,2% tenia menys de 18 anys, un 6,6% entre 18 i 24, un 33,1% entre 25 i 44, un 20,9% de 45 a 60 i un 10,2% 65 anys o més.
L'edat mediana era de 35 anys. Per cada 100 dones de 18 o més anys hi havia 87,4 homes.
La renda mediana per habitatge era de 60.905 $ i la renda mediana per família de 70.702 $. Els homes tenien una renda mediana de 49.385 $ mentre que les dones 32.837 $. La renda per capita de la població era de 26.891 $. Entorn del 2,8% de les famílies i el 3,8% de la població estaven per davall del llindar de pobresa.

## Poblacions més properes
El següent diagrama mostra les poblacions més properes.